# Microsoft Sway

Het logo van Sway

Office Sway is een presentatieprogramma dat een onderdeel van de Microsoft Office-familie vormt. Het werd uitgebracht door Microsoft in augustus 2015. Met Sway kunnen gebruikers tekst en media combineren tot een presentatie die met een webbrowser of mobiele telefoon bekeken kan worden.